# Лямбда
Ля́мбда (велика Λ, мала λ; грец. Λάμδα МФА: [læmða], історично також λάμβδα чи λάβδα) — одинадцята літера грецької абетки, в системі грецьких чисел має значення 30. Слугує для передачі фонеми /l/ (звуки [l], [ʎ]).

## Історія
Походить від фінікійської літери  (ламед). До літер, що утворились від λ, належать латинська L та кирилична Л.
Стародавні граматисти і драматурги свідчать про те, що в класичній давньогрецькій мові літера називалася λάβδα (МФА: [laːbdaː]).

## Використовування

### Велика літера Λ
- У фізиці частинок — лямбда-баріон, субатомна частинка
- У теорії відносності — космологічна стала
- У спектральному розкладанні матриці — діагональна матриця з власних значень розкладаємої матриці
- В оптиці, лямбда позначає крок решітки відбивача Брега.
- В математиці — часте позначення для нововведених операторів.
- У Давній Греції зображення великої лямбди використовувалося як візерунок на щитах спартанської армії, позначаючи Лакедемон.

### Мала λ
- Довжина хвилі у фізиці
- Власні значення в лінійній алгебрі
- Фаг лямбда — вірус-бактеріофаг в біології
- Функціональні вирази в лямбда-численні, у функційному програмуванні та мовах програмування
- Постійна розпаду — ймовірність розпаду ядра в одиницю часу
- Питома теплота плавлення у фізиці
- λ-зонд — датчик концентрації кисню.
- використовується у картографії на позначення географічної довготи
- Використовується на логотипі серій відеоігри Half-Life
- 1970 року рядкова грецька буква лямбда ({\displaystyle \lambda }) за пропозицією графічного художника Тома Доерру (англ. Tom Doeomzatk) була обрана як символ організації «Альянс гей-активістів», що є однією з найактивніших груп визвольного руху геїв.

## Інше
- Лямбдоподібний шов — черепний шов між потиличною кісткою і тім'яними.